# Nuevo Monterrey
Nuevo Monterrey är en ort i Mexiko.   Den ligger i kommunen Tlahuiltepa och delstaten Hidalgo, i den sydöstra delen av landet, 170 km norr om huvudstaden Mexico City. Nuevo Monterrey ligger 1 899 meter över havet och antalet invånare är 176.
Terrängen runt Nuevo Monterrey är huvudsakligen bergig, men den allra närmaste omgivningen är kuperad. Nuevo Monterrey ligger uppe på en höjd. Runt Nuevo Monterrey är det ganska glesbefolkat, med 38 invånare per kvadratkilometer. Närmaste större samhälle är Chapulhuacán, 19,9 km norr om Nuevo Monterrey. I omgivningarna runt Nuevo Monterrey växer i huvudsak städsegrön lövskog.